# Bahnhof Rüdnitz
Rüdnitz ist ein ehemaliger Bahnhof und heutiger Haltepunkt in der brandenburgischen Gemeinde Rüdnitz im Landkreis Barnim. Die Betriebsstelle befindet sich im Streckenkilometer 28,162 der Hauptbahn Berlin – Angermünde – Szczecin (Stettiner Bahn) und verfügt über zwei Seitenbahnsteige.

## Geschichte

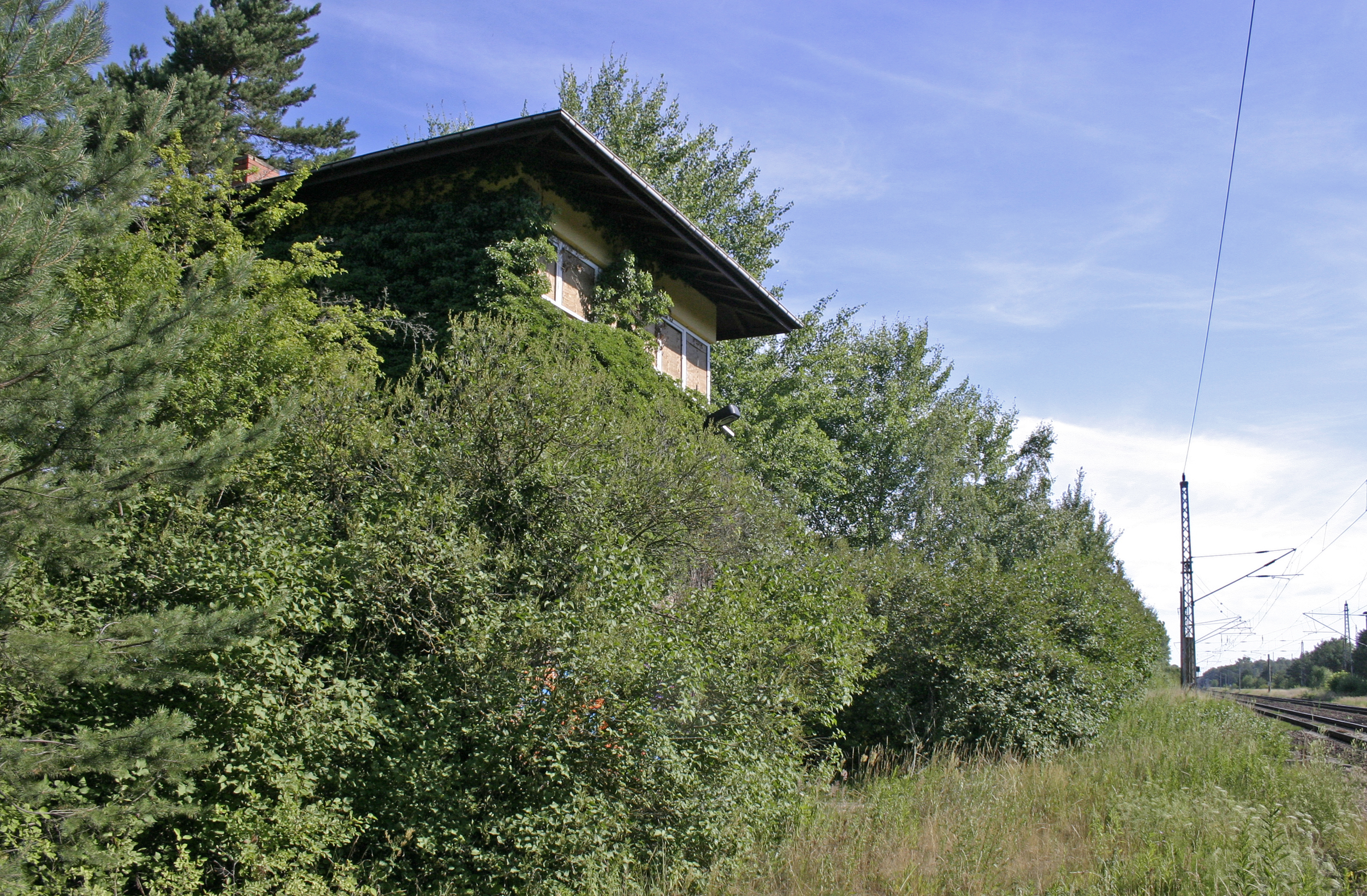
Ehemaliges Stellwerk B1 (ex Rzb) am Übergang des Personenbahnhofs in den Hilfsrangierbahnhof (2018)

Die Pläne für den Bau eines Bahnhofs in Rüdnitz reichen bis ins Jahr 1909 zurück, als die Fleischvernichtungs- und Verwertungsanstalt beim Berliner Gut Albertshof ihren Betrieb aufnahm. Für die Anlieferung der Tierkadaver sollte ein Anschlussgleis von der Stettiner Bahn aus abgehen. Für den Bau verlangte die Königliche Eisenbahn-Direktion Stettin vom Berliner Magistrat einen Kostenzuschuss in Höhe von 90.000 Mark und die kostenlose Überlassung von Grund und Boden. Der Magistrat erklärte sich mit dem Vorhaben einverstanden. 1912 wurde der Bahnhof als Rüdnitz (Kr Oberbarnim) eröffnet, neben dem Personenverkehr waren auch der uneingeschränkte Güterverkehr mit Ausnahme des Transports von Fahrzeugen und lebenden Tieren gestattet. Der Bahnhof verfügte über insgesamt neun Gleise, von denen die beiden durchgehenden Hauptgleise mit zwei Seitenbahnsteigen ausgestattet wurden, ein weiteres Gleis war für die Überholung von Güterzügen vorgesehen. Zwei mechanische Stellwerke sicherten die Ein- und Ausfahrten und die an den Bahnhofsköpfen befindlichen Bahnübergänge.
Am 15. August 1941 eröffnete südlich des Bahnhofs und westlich der Streckengleise in Höhe der Blockstelle Ladeburg der als Hilfsrangierbahnhof angelegte Bahnhof Rüdnitz Vbf, ab dem 6. Oktober 1941 war er voll in Betrieb. Mit der Anlage des Rangierbahnhofs wurde der Bahnhof Rüdnitz der Reichsbahndirektion Berlin zugeteilt. Anlass für den Bau war die Entlastung der Berliner Rangierbahnhöfe, darunter dem Rangierbahnhof Pankow, die infolge der durch den Zweiten Weltkrieg entstandenen Betriebsverhältnisse mit zunehmend überfordert waren. Die bevorzugt zu behandelnden Militärzüge hatten zur Folge, dass die über die Berliner Ringbahn abgeleiteten Güterzüge oftmals überholt werden mussten, was angesichts zu kurzer Überholgleise auf der Ringbahn zu Stauungen in den großen Rangierbahnhöfen führte. Dies wiederum führte zur Einstellung des Ablaufbetriebs, sodass die Rangierbahnhöfe keine neuen Züge aufnehmen konnten. Um die Situation zu entschärfen, entstanden unter Regie der Reichsbahnbaudirektion Berlin drei Hilfsrangierbahnhöfe in Rüdnitz, Fredersdorf und Großbeeren.

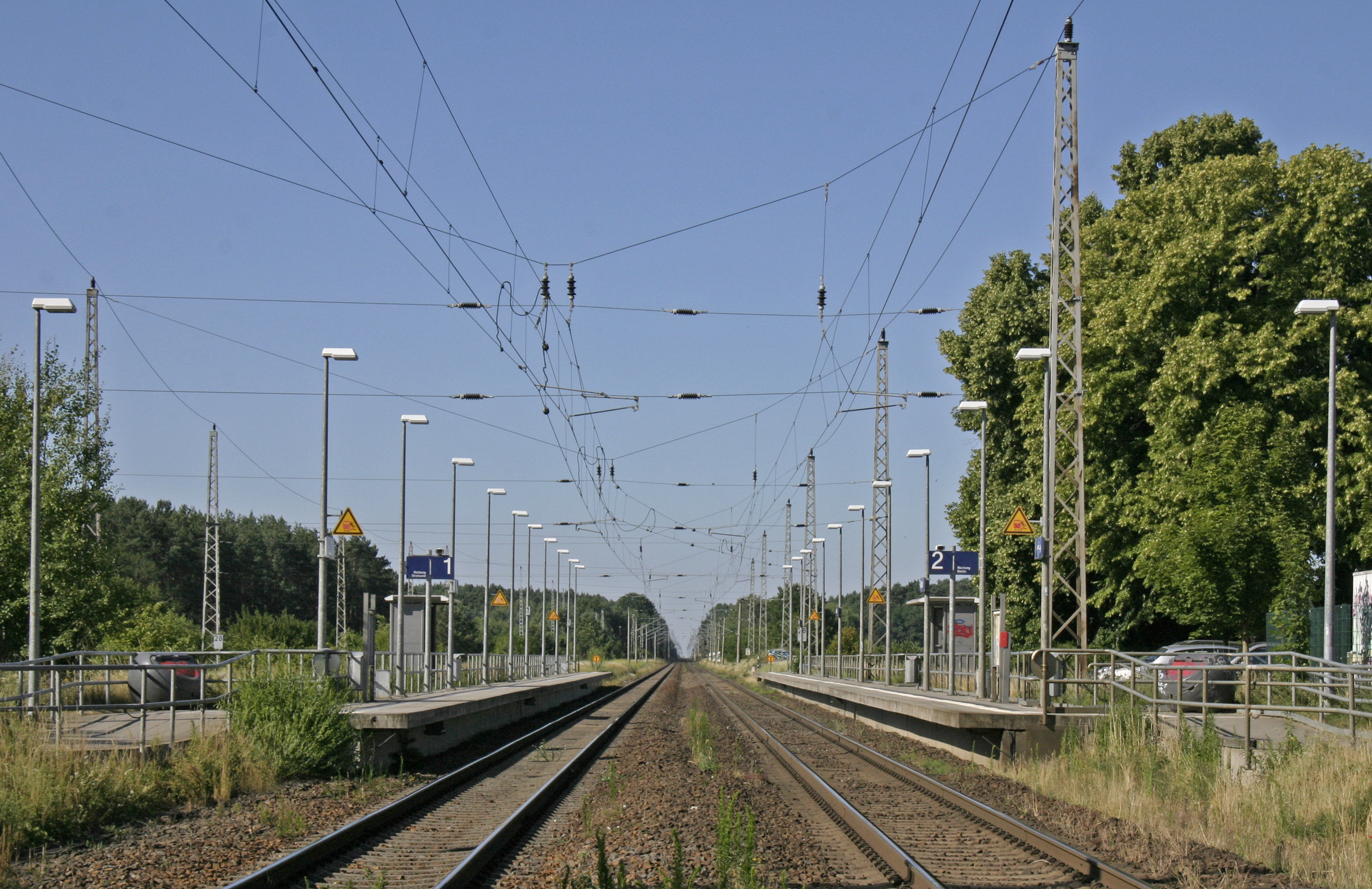
Bahnsteiganlage (2018)

Die Einfahrt des Hilfsrangierbahnhofs im Kilometer 27,1 wurde signaltechnisch an die Ausfahrt in Rüdnitz angeschlossen, das heißt die Ausfahrsignale B und C des Bahnhofs Rüdnitz waren gleichzeitig die Einfahrsignale des Hilfsrangierbahnhofs. Die Ausfahrt war bei Kilometer 24,5. Die Einfahrgruppe umfasste fünf Gleise, die hinter dem Ablaufberg anschließende Richtungsgruppe 16 Gleise. Eine separate Ausfahrgruppe zur Fertigstellung der gebildeten Züge bestand hingegen nicht. Für aus Richtung Berlin kommende Güterzüge bestand eine eingleisige Gegeneinfahrt, die von Süden kommend an der Richtungsgruppe vorbeiführte und an der Einfahrgruppe endete. Neben dem Rüdnitzer Befehlsstellwerk Rzb (Rüdnitz Befehlsstellwerk) waren zwei weitere Stellwerke Rvo (Rüdnitz Vbf Ost) und Rvw (Rüdnitz Vbf West) an der Ein- beziehungsweise Ausfahrt vorhanden. Die Weichen in Höhe des Ablaufbergs und der Lokbehandlungsanlagen wurden vermutlich von Hand gestellt. Zu den Nebenanlagen gehörten sechs überdachte Gleise Lokunterstände, ein Gleisdreieck zum Drehen der Schlepptender-Lokomotiven anstelle einer Drehscheibe sowie eine Bekohlungsanlage. Hinzu kamen eine Regulier- und Überladerampe mit beidseitigen Gleisen und Abstellgleise für Schadwagen und Ausziehgleise. Mit dem Vorrücken der Front endete der Rangierbetrieb spätestens im April 1945. Die Gleise der Einfahr- und Richtungsgruppe wurden nach Kriegsende als Reparationsleistung an die Sowjetunion abgebaut, die Lokbehandlungsanlagen wurden hingegen beibehalten und von der Sowjetarmee genutzt.
Mit der Auflösung des Kreises Oberbarnim erhielt der Bahnhof 1952 die tarifliche Bezeichnung Rüdnitz. 1951 und 1952 diente die Betriebsstelle als Abstellplatz für Lokomotiven der aufgelösten Lokkolonnen 3 (Berlin-Pankow) und 11 (Frankfurt (Oder) Vbf/Transit). 1954 wurde der Bahnhof Rüdnitz der Reichsbahndirektion Greifswald zugeteilt. Das Einfahrgleis aus Richtung Rüdnitz diente fortan bis in die 1980er Jahre zum Abstellen von Schadwagen des Raw Eberswalde. Der Anschluss wurde erst bei einer Oberbausanierung im Jahr 2001 entfernt. Daneben bestanden noch bis 2005 die Anschlussgleise zur ehemaligen Abdeckerei in Albertshof und einem Objekt der ehemaligen NVA. Nach der Bahnsteigsanierung in den Jahren 2004/05 wurden die Weichen ab 2005 ausgebaut und der Bahnhof am 30. Juni 2006 betrieblich in einen Haltepunkt umgewandelt. Der Umbau war mit der Umstellung der mechanischen Sicherungstechnik auf ein elektronisches Stellwerk verbunden.

## Anbindung
| Linie                    | Verlauf | Takt (min) | EVU              |
| ------------------------ | --- | ---------- | ---------------- |
| RB 24                    | Eberswalde Hbf – Rüdnitz – Bernau (b Berlin) – Berlin-Lichtenberg – Berlin Ostkreuz – Berlin-Schöneweide – Schönefeld (b Berlin) | 60         | DB Regio Nordost |
| Stand: 10. Dezember 2023 | |            |                  |

In Tagesrandlage halten hier auch einzelne Zügen der Regional-Express-Linie RE 3.